# Sfärisk triangel

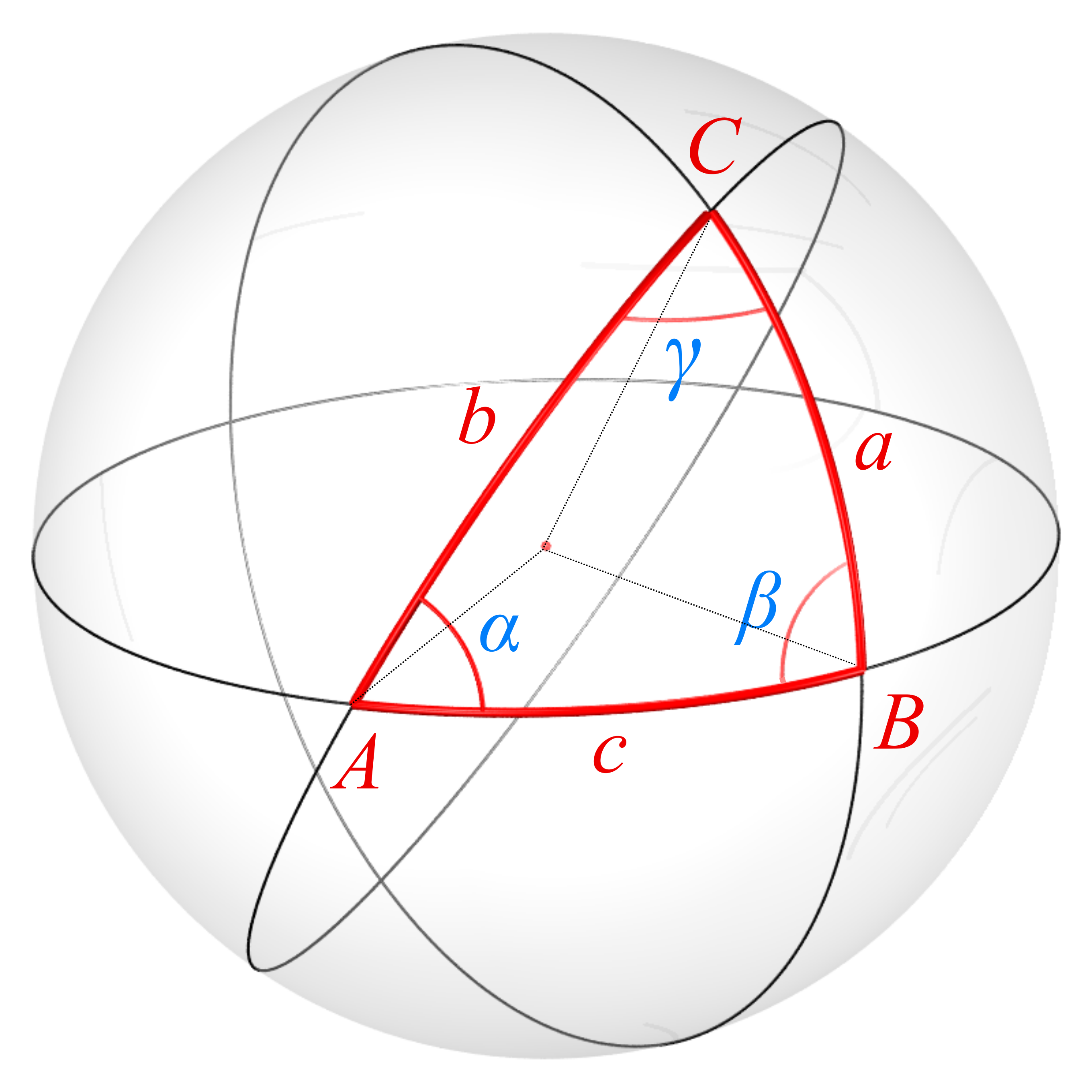
En sfärisk triangel ABC begränsad av tre storcirklar och där de inre vinklarna anges i blått

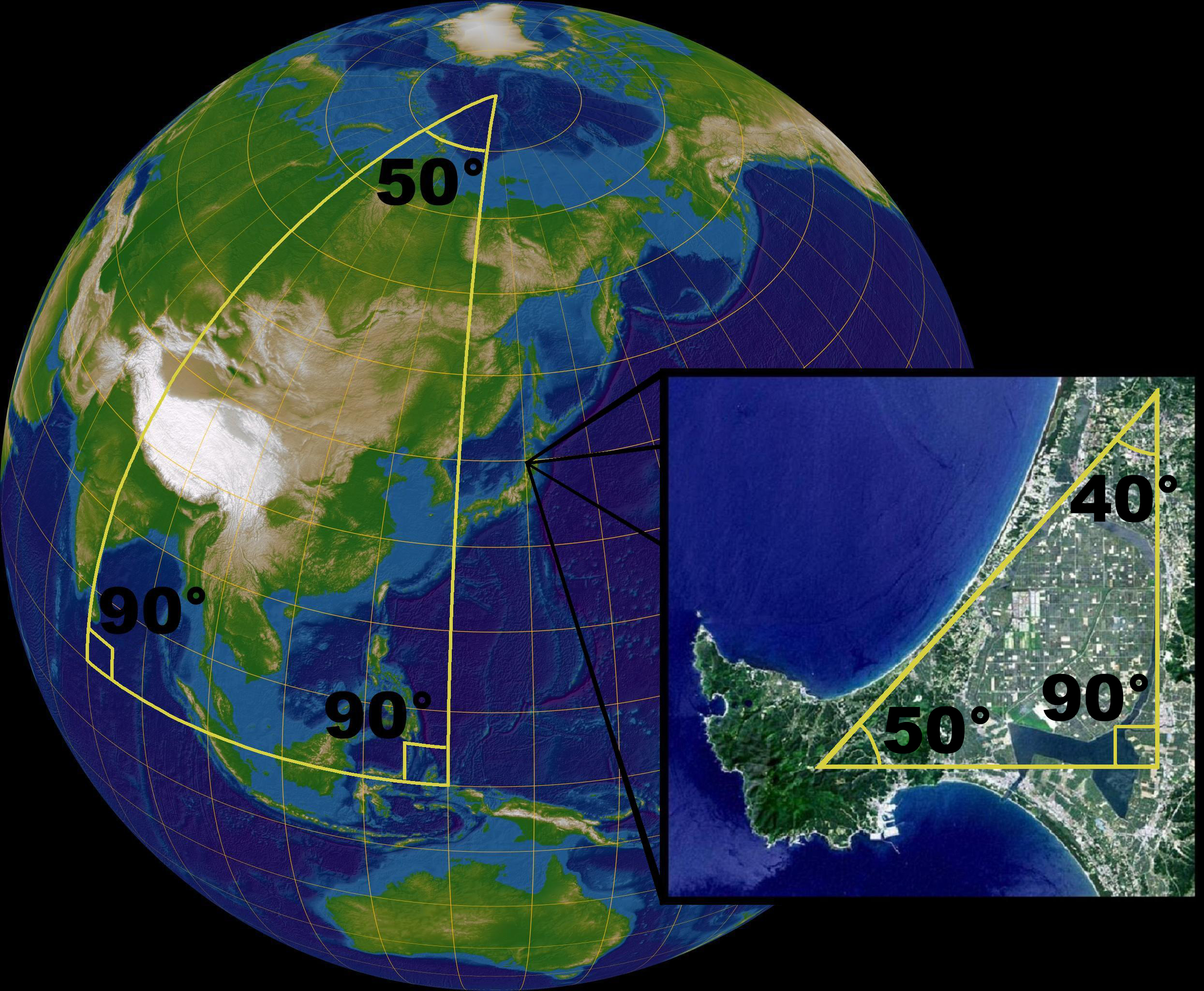
Vinkelsumman växer med triangelns storlek

En sfärisk triangel är en triangel på ytan av en sfär. Triangeln begränsas av storcirkelbågar. Vinkelsumman ligger mellan 180 grader för en liten triangel och 540 för en triangel som upptar nästan en hel halvsfärs yta, under förutsättning att ingen vinkel får vara större än 180 grader (eulersk triangel). Om detta villkor inte gäller är den övre gränsen för vinkelsumman 900 grader.

## Area och sfäriskt överskott
Arean av den sfäriska  triangeln kan beräknas med hjälp av de inre vinklarna (i radianer) och sfärens radie enligt Girards sats:
{\displaystyle A=(\alpha +\beta +\gamma -\pi )\cdot r^{2}}
Jämfört med det plangeometriska fallet, sägs den sfäriska triangeln ha ett vinkelöverskott eller sfäriskt överskott, det vill säga summan  av de inre vinklarna {\displaystyle \alpha ,\ \beta ,\ \gamma } är större än 180 grader, eller, med alla vinklar givna i radianer, är överskottet
{\displaystyle \alpha +\beta +\gamma -\pi \ >\ 0}
För en allmän sfärisk triangel gäller
{\displaystyle \pi <\alpha +\beta +\gamma <5\pi }
och för en eulersk triangel
{\displaystyle \pi <\alpha +\beta +\gamma <3\pi }
Genom att tillämpa sfärisk trigonometri kan vinkelöverskottet E beräknas med hjälp av triangelns sidolängder a, b och c enligt L'Huiliers sats:
{\displaystyle \tan {E \over 4}={\sqrt {\tan {\frac {s}{2}}\cdot \tan {\frac {s-a}{2}}\cdot \tan {\frac {s-b}{2}}\cdot \tan {\frac {s-c}{2}}}}}
där s = (a + b + c)/2 är triangelns semiperimeter (halva omkrets). Genom sambandet med Girards sats kan sedan triangelns area beräknas.

## Beräkning av sidor och hörnvinklar

Figur 3: De eulerska trianglarna och har vinkeln och sidorna och lika. Eftersom är likbent, är och således. Denna typ av obestämdhet förekommer även hos plana trianglar.

Figur 4: De eulerska trianglarna och har sidan och vinklarna och lika. Vinklarna är lika eftersom båda storcirklarna till respektive tangerar den orange parallellcirkeln med radien till storcirkeln, på varsin sida om och lika långt från meridianen genom. Sålunda är och. Denna typ av obestämdhet förekommer inte hos plana trianglar, eftersom vinkelsumman i sådana alltid är : eftersom och är givna, är även vinkeln i given.

Om man känner alla tre sidlängderna, två sidlängder och en hörnvinkel, en sidlängd och två hörnvinklar eller, till skillnad från plana trianglar, alla tre hörnvinklarna, kan man beräkna de övriga med hjälp av formler från den sfäriska trigonometrin. (Observera att sfärisk trigonometri arbetar med en enhetssfär och uttrycker sidlängder i vinkelmått.)
Tre sidor kända: Beräkna vinklarna med hjälp av sfäriska cosinussatsen eller de sfäriska formlerna för halva vinkeln.
Två sidor och en vinkel kända: Använd de sfäriska cotangensformlerna om vinkeln är mellanliggande, annars först sfäriska sinussatsen för att få den andra motstående vinkeln (observera att det i detta fall ofta finns två lösningar, även för en eulersk triangel - se figur 3) och därefter Napiers analogier.
Två vinklar och en sida kända: Använd de sfäriska cotangensformlerna om sidan är mellanliggande, annars först sfäriska sinussatsen för att få den andra motstående sidan (observera att det i detta fall ofta finns två lösningar, även för en eulersk triangel - se figur 4) och därefter Napiers analogier.
Tre vinklar kända: Beräkna sidorna med hjälp av duala cosinussatsen eller de sfäriska formlerna för halva sidan.
Om en hörnvinkel är rät eller om en sida har längden π/2 finns det enklare metoder enligt nedan. Formlerna för den rätvinkliga triangeln kan även användas för andra trianglar (man måste dock känna antingen två sidor och ett hörn, eller två hörn och en sida), om man delar denna i två rätvinkliga trianglar - det blir två sidor och en vinkel till att räkna ut, men beräkningarna blir å andra sidan enklare. Speciellt effektiv är metoden om två sidor eller två hörnvinklar är lika, eftersom man då har en likbent triangel som kan delas i två kongruenta rätvinkliga trianglar.

### Rätvinkliga sfäriska trianglar
I det fall en hörnvinkel i en sfärisk triangel är rät fås många enkla samband ur den sfäriska trigonometrins formler genom att cosinus och cotangens för en rät vinkel är noll, och sålunda försvinner många termer som innehåller cosinus eller cotangens för denna vinkel ur dessa formler (och i fallet med sinussatsen försvinner en faktor eftersom sinus är lika med ett för vinkeln). Nedan ges en uppsättning på tio enkla formler (under en rubrik som anger varifrån de härletts) som gäller för den sfäriska triangeln {\displaystyle \triangle ABC}, med sidlängderna {\displaystyle a}, {\displaystyle b} och {\displaystyle c}, med de motstående hörnvinklarna {\displaystyle \alpha }, {\displaystyle \beta } respektive den rätvinkliga {\displaystyle \gamma =\textstyle {\frac {\pi }{2}}}.
Sfäriska sinussatsen:
{\displaystyle \sin \alpha ={\frac {\sin a}{\sin c}}\qquad \sin \beta ={\frac {\sin b}{\sin c}}}
Sfäriska cotangensformlerna:
{\displaystyle \cos \alpha ={\frac {\tan b}{\tan c}}\qquad \cos \beta ={\frac {\tan a}{\tan c}}\qquad \tan \alpha ={\frac {\tan a}{\sin b}}\qquad \tan \beta ={\frac {\tan b}{\sin a}}}
Duala cosinussatsen:
{\displaystyle \sin \alpha ={\frac {\cos \beta }{\cos b}}\qquad \sin \beta ={\frac {\cos \alpha }{\cos a}}\qquad \cos c=\cot \alpha \cdot \cot \beta }
Sfäriska cosinussatsen:
{\displaystyle \cos c=\cot a\cdot \cot b}

#### Napiers minnesregel

Figur 5: Napiers minnesregel för rätvinkliga sfäriska trianglar. A=α och B=β.

Om man ritar en figur med fem "tårtbitar" som den längst till höger i figur 5 och anger sidor och vinklar, med undantag för den räta vinkeln, i den ordning de kommer i triangeln, men i stället för de båda icke räta vinklarna och den sida som är hypotenusa anger komplementvinkeln, lyder Napiers minnesregel: Välj en av de fem, sinus för denna är produkten av tangens för de båda intilliggande och produkten av cosinus för de båda övriga.
Exempel: Vi väljer sidan b. Minnesregeln säger då 
{\displaystyle \sin b=\tan a\cdot \tan({\frac {\pi }{2}}-\alpha )=\tan a\cdot \cot \alpha ={\frac {\tan a}{\tan \alpha }}\Leftrightarrow \tan \alpha ={\frac {\tan a}{\sin b}}}
som återfinns som den tredje formeln från sfäriska cotangensformlerna ovan. Minnesregeln säger också 
{\displaystyle \sin b=\cos({\frac {\pi }{2}}-\beta )\cdot \cos({\frac {\pi }{2}}-c)=\sin \beta \cdot \sin c\Leftrightarrow \sin \beta ={\frac {\sin b}{\sin c}}}
som vi återfinner som den andra formeln från sfäriska sinussatsen.

### Trianglar med en sida med längden π/2
Eftersom den polära triangeln har sidor som är supplementvinklar till triangelns hörn, innebär det att den polära triangeln till en rätvinklig triangel har en sida med längden {\displaystyle \textstyle {\frac {\pi }{2}}}, det vill säga att sidan är en storcirkelkvadrant. Vi kan således använda den polära dualitetssatsen på ovanstående formler för den rätvinkliga triangeln och få att för den sfäriska triangeln {\displaystyle \triangle ABC}, med hörnvinklarna {\displaystyle \alpha }, {\displaystyle \beta } och {\displaystyle \gamma } och de motstående sidlängderna {\displaystyle a}, {\displaystyle b} respektive storcirkelkvadranten {\displaystyle c=\textstyle {\frac {\pi }{2}}} gäller:
{\displaystyle \sin a={\frac {\sin \alpha }{\sin \gamma }}\qquad \sin b={\frac {\sin \beta }{\sin \gamma }}}
{\displaystyle \cos a=-{\frac {\tan \beta }{\tan \gamma }}\qquad \cos b=-{\frac {\tan \alpha }{\tan \gamma }}\qquad \tan a={\frac {\tan \alpha }{\sin \beta }}\qquad \tan b={\frac {\tan \beta }{\sin \alpha }}}
{\displaystyle \sin a={\frac {\cos b}{\cos \beta }}\qquad \sin b={\frac {\cos a}{\cos \alpha }}\qquad \cos \gamma =-\cot a\cdot \cot b}
{\displaystyle \cos \gamma =-\cot \alpha \cdot \cot \beta }
Man kan konstruera en liknande minnesregel som för de rätvinkliga trianglarna, men enklare är att bara byta vinklar mot motstående sidor och vice versa, samt ändra tecken om cosinus förekommer en gång (ty {\displaystyle \cos(\pi -x)=-\cos x}; även tangens och cotangens byter ju tecken för supplementvinkeln, men dessa förekommer endast parvis i formlerna).

## Geometriska egenskaper

### Den inskrivna cirkeln

Figur 6: Den sfäriska triangeln, har den inskrivna cirkeln, med medelpunkt i P, bisektrisernas gemensamma skärningspunkt.

Liksom för en plan triangel skär hörnvinklarnas bisektriser varandra i en gemensam punkt, den inskrivna cirkelns medelpunkt.
Bevis
Betrakta den sfäriska triangeln {\displaystyle \triangle ABC} i figur 6 till höger. Punkten {\displaystyle P} ligger på bisektrisen (blå) till vinkeln i hörnet {\displaystyle A} medan {\displaystyle N} är "fotpunkt" till {\displaystyle P} på {\displaystyle {\overline {AB}}} och {\displaystyle M} är "fotpunkt" till {\displaystyle P} på {\displaystyle {\overline {AC}}}. Eftersom de båda trianglarna {\displaystyle \triangle APM} och {\displaystyle \triangle APN} delar sträckan {\displaystyle {\overline {AP}}} som sida (hypotenusa), båda har samma vinkel i {\displaystyle A} och deras vinklar i {\displaystyle M} respektive {\displaystyle N} båda är lika (räta) är trianglarna kongruenta. {\displaystyle P} ligger även på bisektrisen till vinkeln i {\displaystyle B}, så samma sak gäller trianglarna {\displaystyle \triangle BPM} och {\displaystyle \triangle BPL}, vilket ger att {\displaystyle |{\overline {PL}}|=|{\overline {PM}}|=|{\overline {PN}}|=r}. Den cirkel som har medelpunkt i {\displaystyle P} och radien {\displaystyle r} är sålunda den inskrivna cirkeln till {\displaystyle \triangle ABC} ty dess omkrets tangerar triangelns sidor i punkterna {\displaystyle L}, {\displaystyle M} och {\displaystyle N} (vinkeln mellan sidan och radien till respektive sida är ju rät i respektive punkt). Att {\displaystyle P} även ligger på bisektrisen till vinkeln i {\displaystyle C} framgår på samma sätt ur att trianglarna {\displaystyle \triangle CPL} och {\displaystyle \triangle CPM} är kongruenta och således skär alla tre bisektriserna varandra i samma punkt.
Den inskrivna cirkelns medelpunkt är även medelpunkt till den polära triangelns omskrivna cirkel. För bevis se artikeln Polär triangel.
Längden {\displaystyle r} av radien i den inskrivna cirkeln till triangeln {\displaystyle \triangle ABC} (på en enhetssfär) med sidlängderna {\displaystyle a}, {\displaystyle b} och {\displaystyle c}, och hörnvinklarna {\displaystyle \alpha }, {\displaystyle \beta } respektive {\displaystyle \gamma } i de till dessa sidor motstående hörnen fås genom:
{\displaystyle \tan r=\tan {\frac {\alpha }{2}}\cdot \sin(s-a)={\sqrt {\frac {\sin(s{-}a)\sin(s{-}b)\sin(s{-}c)}{\sin s}}}}
där {\displaystyle s={\frac {a+b+c}{2}}}.
Härledning
I triangeln i figur 6 har vi {\displaystyle |{\overline {AM}}|=|{\overline {AN}}|}, {\displaystyle |{\overline {BL}}|=|{\overline {BN}}|} och {\displaystyle |{\overline {CL}}|=|{\overline {CM}}|}, vilket ger oss:
{\displaystyle {\begin{aligned}s={\frac {a+b+c}{2}}&={\frac {|{\overline {BL}}|+|{\overline {CL}}|+|{\overline {CM}}|+|{\overline {AM}}|+|{\overline {AN}}|+|{\overline {BN}}|}{2}}=\\&={\frac {2\cdot |{\overline {AN}}|+2\cdot |{\overline {BL}}|+2\cdot |{\overline {CL}}|}{2}}=|{\overline {AN}}|+a\Leftrightarrow \end{aligned}}}
{\displaystyle |{\overline {AN}}|=s-a}
Eftersom  vinkeln i {\displaystyle N} är rät kan vi utnyttja {\displaystyle \tan \delta ={\frac {\tan d}{\sin e}}\Leftrightarrow \tan d=\tan \delta \cdot \sin e} (se ovan under avsnittet Rätvinkliga sfäriska trianglar, tredje formeln från de sfäriska cotangensformlerna - med bytta beteckningar) för triangeln {\displaystyle \triangle ANP}, vilket, med beteckningarna för triangeln i figur 6 ger:
{\displaystyle \tan |{\overline {PN}}|=\tan {\frac {\alpha }{2}}\cdot \sin |{\overline {AN}}|\Leftrightarrow \tan r=\tan {\frac {\alpha }{2}}\cdot \sin(s-a)}
Enligt den sfäriska formeln för tangens för halva vinkeln är {\displaystyle \tan {\textstyle {\frac {1}{2}}}\alpha ={\sqrt {\frac {\sin(s{-}b)\sin(s{-}c)}{\sin s\sin(s{-}a)}}}}, vilket ger:
{\displaystyle \tan r={\sqrt {\frac {\sin(s{-}b)\sin(s{-}c)}{\sin s\sin(s{-}a)}}}\cdot \sin(s-a)={\sqrt {\frac {\sin(s{-}a)\sin(s{-}b)\sin(s{-}c)}{\sin s}}}}

### Den omskrivna cirkeln

Figur 7: Den sfäriska triangeln, har den omskrivna cirkeln, med medelpunkt i P, mittpunktsnormalernas gemensamma skärningspunkt.

Liksom i fallet med en plan triangel skär mittpunktsnormalerna till en sfärisk triangels sidor varandra i en gemensam punkt. Denna punkt är medelpunkt för den omskrivna cirkeln till triangeln.
Bevis
Betrakta triangeln {\displaystyle \triangle ABC} i figur 7. Den omskrivna cirkelns medelpunkt ligger i {\displaystyle P}. Sträckorna (storcirkelbågarna) från {\displaystyle P} till triangelhörnen är radier i den omskrivna cirkeln, det vill säga {\displaystyle |{\overline {PA}}|=|{\overline {PB}}|=|{\overline {PC}}|=R}. Alltså är {\displaystyle \triangle APB}, {\displaystyle \triangle APC} och {\displaystyle \triangle BPC} likbenta trianglar och således går mittpunktsnormalerna till dessa trianglars tredje sida, {\displaystyle {\overline {AB}}}, {\displaystyle {\overline {AC}}} respektive {\displaystyle {\overline {BC}}}, genom triangelhörnet {\displaystyle P}.
Den omskrivna cirkelns medelpunkt är även medelpunkt till den polära triangelns inskrivna cirkel. För bevis se artikeln Polär triangel.
Längden {\displaystyle R} av radien i den omskrivna cirkeln till triangeln {\displaystyle \triangle ABC} (på en enhetssfär) med sidlängderna {\displaystyle a}, {\displaystyle b} och {\displaystyle c}, och hörnvinklarna {\displaystyle \alpha }, {\displaystyle \beta } respektive {\displaystyle \gamma } i de till dessa sidor motstående hörnen fås genom:
{\displaystyle \tan R={\frac {\tan {\frac {a}{2}}}{\cos(S-\alpha )}}={\sqrt {\frac {-\cos S}{\cos(S{-}\alpha )\cos(S{-}\beta )\cos(S{-}\gamma )}}}}
där {\displaystyle S={\frac {\alpha +\beta +\gamma }{2}}}.
Härledning
Triangeln {\displaystyle \triangle ABC} i figur 7 delas av radierna från {\displaystyle P} till triangelhörnen upp i de tre likbenta {\displaystyle \triangle APB}, {\displaystyle \triangle APC} och {\displaystyle \triangle BPC} vars vinklar i hörnen {\displaystyle A} och {\displaystyle B}, {\displaystyle A} och {\displaystyle C} respektive {\displaystyle B} och {\displaystyle C} är inbördes lika, i figuren benämnda {\displaystyle \eta } (blå), {\displaystyle \epsilon } (orange) respektive {\displaystyle \delta } (grön). Sålunda har vi:
{\displaystyle \alpha =\eta +\epsilon \qquad \beta =\eta +\delta \qquad \gamma =\epsilon +\delta }
vilket ger:
{\displaystyle S={\frac {\alpha +\beta +\gamma }{2}}={\frac {\eta +\epsilon +\eta +\delta +\epsilon +\delta }{2}}=\eta +\epsilon +\delta =\alpha +\delta \Leftrightarrow }
{\displaystyle \delta =S-\alpha }
Eftersom triangeln {\displaystyle BLP} är rätvinklig i hörnet {\displaystyle L}, har hypotenusan {\displaystyle {\overline {BP}}} med längden {\displaystyle R} och kateten {\displaystyle {\overline {BL}}} med längden {\displaystyle {\frac {a}{2}}} (eftersom {\displaystyle {\overline {LP}}} är mittpunktsnormal till {\displaystyle {\overline {BC}}} som har längden {\displaystyle a}) kan vi utnyttja {\displaystyle \cos \delta ={\frac {\tan k}{\tan h}}\Leftrightarrow \tan h={\frac {\tan k}{\cos \delta }}} (se avsnittet Rätvinkliga sfäriska trianglar ovan, första formeln från de sfäriska cotangensformlerna - med ändrade beteckningar), vilket med beteckningarna i figur 7 ger:
{\displaystyle \tan R={\frac {\tan {\overline {BL}}}{\cos \delta }}={\frac {\tan {\frac {a}{2}}}{\cos(S-\alpha )}}}
Den sfäriska formeln för tangens för halva sidan, {\displaystyle \tan {\textstyle {\frac {1}{2}}}a={\sqrt {\frac {-\cos S\cos(S{-}\alpha )}{\cos(S{-}\beta )\cos(S{-}\gamma )}}}}, ger vidare:
{\displaystyle \tan R={\frac {\sqrt {\frac {-\cos S\cos(S{-}\alpha )}{\cos(S{-}\beta )\cos(S{-}\gamma )}}}{\cos(S-\alpha )}}={\sqrt {\frac {-\cos S}{\cos(S{-}\alpha )\cos(S{-}\beta )\cos(S{-}\gamma )}}}}

### Höjder och ortocentrum

Figur 8: En sfärisk triangel (blå) och den till denna polära triangeln (röd). Höjderna är markerade med grönt och skär varandra i en gemensam punkt, ortocentrum. De skär varandra också i en diametralt motsatt punkt, ett andra ortocentrum, på sfären (ej utritat).

En höjd i en sfärisk triangel är en storcirkelbåge som går genom ett hörn och skär den motstående sidan, eller dess förlängning, i rät vinkel. 
Storcirklarna till de tre höjderna i en sfärisk triangel, med högst ett rätvinkligt hörn, skär varandra i en gemensam punkt kallad ortocentrum - eller, rättare sagt i två punkter, eftersom storcirklar alltid skär varandra i två diametralt motsatta punkter. För ett bevis se artikeln Ortocentrum. Om ett, och endat ett, hörn i en sfärisk triangel är rätvinkligt, ligger ortocentrum i detta hörn. Ifall att exakt två hörn är rätvinkliga är det tredje hörnet pol till ekvatorn genom de båda rätvinkliga hörnen och således är alla storcirkebågar från polen till ekvatorn höjder för det icke rätvinkliga hörnet. Om alla tre vinklarna är rätvinkliga kan höjden till ett hörn ligga på vilken storcirkel som helst genom hörnet och en skärningspunkt mellan höjderna således åstadkommas varhelst man önskar på sfärens yta.
Höjdernas storcirklar i en sfärisk triangel sammanfaller med höjdernas storcirklar i den polära triangeln och därmed sammanfaller även de båda trianglarnas ortocentra. Se artikeln Polär triangel för bevis.
Höjderna beräknas genom att använda formlerna för rätvinkliga trianglar (se formlerna från sfäriska sinussatsen i avsnittet Rätvinkliga sfäriska trianglar ovan). Om vi vill beräkna höjden {\displaystyle h} från hörnet {\displaystyle A} till sidan {\displaystyle {\overline {BC}}} kan vi använda
{\displaystyle \sin h=\sin \beta \cdot \sin c}
där {\displaystyle \beta } är vinkeln i {\displaystyle B} och {\displaystyle c=|{\overline {AB}}|}.

### Medianer och tyngdpunkt

Figur 9: Den sfäriska triangelns medianer (blå) skär varandra i punkten eftersom medianerna (smala blå) till den underliggande plana triangeln gör så. De tre medianplanen, av vilka det till medianen markerats med grön färg, skär varandra längs den gröna räta linjen.

Figur 10: Triangeln med medianen. Hörnet ligger i polen och ligger på ekvatorn. Vi ser att, så är bisektris till. Eftersom och är kongruenta kan trianglarna och inte ha samma area. Eftersom tyngdpunkten till fyrhörningen uppenbarligen ligger på kan inte tyngdpunkten till triangeln göra det.

I en sfärisk triangel är en median en storcirkelbåge som går genom en sidas mittpunkt och det till sidan motstående hörnet. Medianerna skär varandra i en gemensam punkt. 
Bevis
Betrakta den sfäriska triangeln {\displaystyle \triangle ABC} på en enhetssfär med medelpunkt i {\displaystyle O} i figur 9. Den räta linjen {\displaystyle {\overline {OF}}} är bisektris till {\displaystyle \angle AOB} och delar triangelsidan {\displaystyle {\overline {AB}}} i två lika delar. {\displaystyle {\overline {OF}}} delar också den rätlinjiga kordan från {\displaystyle A} till {\displaystyle B} i två lika delar, vi kallar skärningspunkten {\displaystyle F'} (ej utmärkt i figuren). Samma sak gäller linjerna {\displaystyle {\overline {OE}}} och {\displaystyle {\overline {OD}}} gentemot respektive (sfäriska) triangelsidor och kordor. De tre kordorna bildar sidor i en plan triangel och i en sådan skär medianerna varandra i en gemensam punkt (se artikeln Median (geometri) för bevis) som vi kallar {\displaystyle G'} (ej utmärkt). De tre plan som spänns upp av respektive av de tre medianerna i den plana triangeln och sfärens medelpunkt skär varandra alltså längs den räta linjen {\displaystyle OG'} (grön i figur 9). Eftersom {\displaystyle F'} ligger på {\displaystyle {\overline {OF}}} ligger den rätlinjiga medianen {\displaystyle {\overline {F'C}}} i det plan som spänns upp av {\displaystyle {\overline {OF}}} och {\displaystyle C}. Men detta plan är ju detsamma som storcirkelplanet för den sfäriska medianen {\displaystyle {\overline {FC}}} (gröntonat i figur 9). Således skär också de tre sfäriska medianplanen varandra längs linjen {\displaystyle {\overline {OG'}}}, och således skär de tre medianerna i den sfäriska triangeln varandra i en punkt (betecknad {\displaystyle G}) som ligger på {\displaystyle {\overline {OG'G}}}
Längden av en median beräknas med hjälp av den sfäriska cosinussatsen eftersom två sidor och deras mellanliggande vinkel är kända. Således för, exempelvis, {\displaystyle m_{C}=|{\overline {CF}}|} i figur 9 har vi sidorna {\displaystyle b=|{\overline {AC}}|} och {\displaystyle \textstyle {\frac {c}{2}}={\frac {|{\overline {AB}}|}{2}}=|{\overline {AF}}|} samt vinkeln {\displaystyle \alpha } i hörnet {\displaystyle A}:
{\displaystyle \cos m_{C}=\cos b\cdot \cos {\frac {c}{2}}+\sin b\cdot \sin {\frac {c}{2}}\cdot \cos \alpha }
I en plan triangel delar medianen triangeln i två trianglar med lika area. Detta är inte fallet för en sfärisk triangel om den inte är likbent kring medianen.
Hos en plan triangel är medianernas skärningspunkt också triangelns tyngdpunkt, men detta gäller normalt inte för en sfärisk triangel (se figur 10 för ett tydligt exempel på detta). En median i en plan triangel delar triangeln i två trianglar med lika bas och lika höjd och som därför har sin respektive tyngdpunkt på samma avstånd från medianen, varför de båda trianglarnas gemensamma tyngdpunkt ligger på medianen. För en sfärisk triangel gäller att tyngdpunkten ligger på en median endast om den delar en likbent triangel (i det mellanliggande hörnet till de lika sidorna) och för att tyngdpunkten skall ligga på alla tre medianerna måste triangeln således vara liksidig.
Vektorn {\displaystyle {\overrightarrow {OG}}} till den sfäriska triangelns tyngdpunkt, på en enhetssfär, ges av:
{\displaystyle {\overrightarrow {OG}}={\frac {1}{2E}}\cdot \left({\frac {{\overrightarrow {OA}}\times {\overrightarrow {OB}}}{|{\overrightarrow {OA}}\times {\overrightarrow {OB}}|}}\cdot |{\overline {AB}}|+{\frac {{\overrightarrow {OB}}\times {\overrightarrow {OC}}}{|{\overrightarrow {OB}}\times {\overrightarrow {OC}}|}}\cdot |{\overline {BC}}|+{\frac {{\overrightarrow {OC}}\times {\overrightarrow {OA}}}{|{\overrightarrow {OC}}\times {\overrightarrow {OA}}|}}\cdot |{\overline {CA}}|\right)}
där {\displaystyle E} är det sfäriska överskottet (se ovan under Area och sfäriskt överskott).
Med  den polära triangeln {\displaystyle \triangle A'B'C'} till {\displaystyle \triangle ABC} förenklas ovanstående uttryck till:
{\displaystyle {\overrightarrow {OG}}={\frac {1}{2E}}\cdot \left({\overrightarrow {OC'}}\cdot |{\overline {AB}}|+{\overrightarrow {OA'}}\cdot |{\overline {BC}}|+{\overrightarrow {OB'}}\cdot |{\overline {CA}}|\right)}